# Peucedanum lancifolium
Peucedanum lancifolium é uma espécie de planta herbácea pertencente à família Apiaceae.
Os seus nomes comuns são bruco, bruco-de-salvaterra, bruco-do-alentejo, buco-de-salvaterra, pelitre ou piretro-da-beira.

## Descrição
É uma planta perene. Com caules de até 120 cm de altura, estriados, ocos. Folhas basais 2-pinatisectas, com lóbulos terminais lineares, inteiros; as caulinares pinatisectas ou reduzidas a um limbo de até 90 x 3 mm.
As inflorescências em umbelas com 7-11 raios puberulentos e 2-7 brácteas lineares, reflexas, caducas. Umbelas de segunda ordem com -4-7 bractéolas. Sépalas de até 0,2 mm. Frutos de 4-5 (-6) x 3-4,3 mm, com expansões de 0,6-0,7 mm.
Tem um número de cromossomas de 2n = 22. Floresce de Setembro a Outubro, dando frutos em Novembro.

## Distribuição e habitat
Pode ser encontrada em turfeiras, pradaria húmidas e em florestas de galeria, em solos ácidos; a uma altitude de 0-1000 metros, no Oeste da Península Ibérica e Oeste de França.

## Taxonomia
Peucedanum lancifolium foi descrita por Johan Martin Christian Lange e publicada em Videnskabelige Meddelelser fra Dansk Naturhistorisk Forening i Kjøbenhavn 1865: 39. 1865.

## Sinonimia
- Calestania lancifolia Koso-Pol.
- Laserpitium peucedanoides Brot.
- Selinum peucedanoides Brot.
- Siler lancifolium Hoffmanns. & Link
- Peucedanum uliginosum (Link) Samp.
- Selinum uliginosum Link
- Thysselinum lancifolium Hoffmanns. & Link ex Calest.[5]